# Marmarospondylus
Marmarospondylus là một chi khủng long, được Owen mô tả khoa học năm 1875.